# 明石市立谷八木小学校
明石市立谷八木小学校（あかししりつ たにやぎしょうがっこう）は、兵庫県明石市大久保町谷八木にある公立小学校である。2022年度（令和4年度）現在の児童数は589名となっている。

## 沿革
- 1951年 - 明石市立大久保小学校より分離し、明石市立谷八木小学校を設置
- 1980年 - 鉄筋新校舎改築完成
- 2017年 - 南校舎エレベータ完成

## 通学区域
明石市教育委員会の通学区域を参照。

## 進路状況
ほとんどの児童は明石市立大久保中学校へ進学するが、国私立中学校へ進学する児童もいる。

## 通学区域が隣接している学校
- 明石市立藤江小学校
- 明石市立大久保南小学校
- 明石市立江井島小学校